# Ga Dongsu
Ga Dongsu là ga tàu điện ngầm trên Tuyến 1 của Tàu điện ngầm Incheon.

## Bố trí ga
| Bupyeong ↑         |
| \| N/B             |
| ↓ Bupyeongsamgeori |

| Hướng Bắc | ← ● Incheon tuyến 1 Hướng đi Gyeyang                             |
| Hướng Nam | → ● Incheon tuyến 1 Hướng đi Công viên lễ hội ánh trăng Songdo → |

## Vùng lân cận
- Lối thoát 1: Bệnh viện Sungmo Jaae, học viện cảnh sát
- Lối thoát 2: Trường Seongdong, trường Yelim, trường trung học nữ sinh Buil, bệnh viện Sungmo Jaae, học viện cảnh sát
- Lối thoát 3: Văn phòng Bupyeong-2-dong
- Lối thoát 4: Trường tiểu học Bupyeong Nam, Lotte Mart